# NGC 2773
NGC 2773 je galaksija u zviježđu Raku.

## Vanjske poveznice
- SEDS: NGC 2773